# Pukkisaari (ö i Birkaland, Övre Birkaland, lat 62,31, long 23,72)
Pukkisaari är en ö i Finland. Den ligger i sjön Toisvesi och i kommunen Virdois i den ekonomiska regionen  Övre Birkalands ekonomiska region  och landskapet Birkaland, i den sydvästra delen av landet, 250 km norr om huvudstaden Helsingfors. Öns area är 1,5 hektar och dess största längd är 250 meter i sydöst-nordvästlig riktning.